# 角偏顶蛤
角偏顶蛤（学名：Modiolus metcalfei），也叫土嘴瓜殼菜蛤、麦氏偏顶蛤，为贻贝科偏顶蛤属的动物。分布于日本、菲律宾、印度、斯里兰卡、马来西亚、印度尼西亚以及中国大陆的辽宁、山东、福建、广东、香港、海南、广西等地，属于暖水性种。其多栖息于潮间带低潮线附近到潮线下水深100米的浅海底以及固着于砂粒上。该物种的模式产地在菲律宾。